# Мищенко, Анна Валерьевна
Анна Валерьевна Мищенко (род. 25 августа 1983 года в Сумах) — украинская бегунья на средние дистанции, которая специализируется в беге на 1500 метров.

## Карьера
В 2006 году она выиграла чемпионат Украины в беге на 1500 м. В 2008 году она заняла шестое место в Кубке Европы по лёгкой атлетике в помещении в Москве и представляла Украину на летних Олимпийских играх 2008 года. Она вышла в финал в забеге на 1500 м, где заняла девятое место и установила личный рекорд 4:05,13.
Она завоевала бронзовую медаль на дистанции 1500 метров на чемпионате Европы по лёгкой атлетике 2012 года в Хельсинки, Финляндия, впоследствии ей вручили серебро после дисквалификации за допинг победителя Аслы Алптекин.
Весной 2015 года на турнире серии IAAF World Challenge в Токио 32-летняя спортсменка победила в забеге на 1500 м с результатом 4:02.47. Результат Мищенко стал новым рекордом турнира Seiko Golden Grand Prix и лучшим результатом спортсменки с 6 июля 2012 года. Затем она выиграла следующий забег серии в Пекине с результатом 4:02,89.
25 февраля 2016 года IAAF объявила, что Мищенко дисквалифицирована на два года до 17 августа 2017 года, и все её результаты с 28 июня 2012 года будут аннулированы. Это стало результатом аномальных отклонений в её биологическом паспорте.